# 레이즈 유어 보이스
레이즈 유어 보이스(Raise Your Voice)는 미국에서 제작된 숀 맥나마라 감독의 2004년 드라마, 멜로/로맨스 영화이다. 힐러리 더프 등이 주연으로 출연하였고 데이빗 브룩웰 등이 제작에 참여하였다.

## 출연

### 주연
- 힐러리 더프

### 조연
- 올리버 제임스
- 데이빗 키스
- 다나 데이비스
- 리타 윌슨
- 로렌 C. 메이휴
- 캣 데닝스
- 제이슨 리터
- 레베카 드 모네이
- 존 코베트
- 칼리 리브스
- 제임스 아베리
- 로버트 트레버
- 데이비다 윌리엄스
- 마샬 마네쉬
- 기비 브랜드
- 숀 맥나마라
- 프레드 메이어스

## 제작진
- 공동제작: 브래드 젠슨
- 공동제작: 매튜 A. 토머스
- 공동제작: 크리스티나 램버트
- 공동제작: 토드 루이스
- 미술: 조셉 T. 게리티
- 의상: 애기 구어럴드 로저스
- 배역: 조이 폴